# Lambert de Grandson
Lambert de Grandson est un évêque de Lausanne de la fin du XIe siècle, issu de la famille de Grandson.

### Origines
Lambert, numéroté [IV], est né à une date inconnue, en l'état des connaissances. Il est le fils de de Lambert III, qualifié de comte de Grandson, dans le Cartulaire de Lausanne (1049),. Il appartient à la famille seigneuriale de Grandson,.
Il quatre frères et peut être une sœur connus : Uldric, Philippe, Conon II et peut être Cécile qui a épousé Amédée, vraisemblablement de Blonay, avoué de Saint-Maurice.

### Épiscopat
Ses origines familiales lui permettent d'accéder au trône de l'évêché de Lausanne, probablement vers 1090. Certains auteurs ont considéré qu'il s'agissait de la date où il abandonne son siège.
Son appartenance au parti de l'empereur lui permette d'être consacré par l'antipape Clément III. Se rapprochant de l'Église, il perd le soutien de l'empereur et son épiscopat. Il semble abandonner son siège vers 1097/1098.